# Ситмут
Ситмут (др.-егип. sꜣ.t-mw.t, «дочь Мут») — древнеегипетская царица, супруга фараона Ментухотепа VI (либо Ментухотепа V) и мать Херунефера.
В Британском музее имеется деревянный саркофаг Херунефера с упоминанием имени его матери:

Благородный по рождению, царского рода, старший сын царя, военачальник Херунефер, чей голос правдив, рождённый царём Ментухотепом, чей голос правдив, и рождённый старшей царицей Ситмут.